# SMPTE 424M
SMPTE 424M est un standard publié par la SMPTE qui étend SMPTE 259M, SMPTE 344M et SMPTE 292M pour autoriser des débits de 2.970 Gbit/s, et 2.970/1.001 Gbit/s sur un seul câble coaxial. Ces débits sont suffisants pour de la vidéo 1080p à 50 ou 60 images par seconde. Ce standard fait partie d'une famille de standards qui définit une interface numérique série (SDI) destiné à être utilisé pour transporter de la vidéo, mais aussi de l'audio, non compressé par le biais d'un câble coaxial. Cette interface est couramment appelée 3G-SDI ou parfois plus simplement SDI.